# Alexander Westin

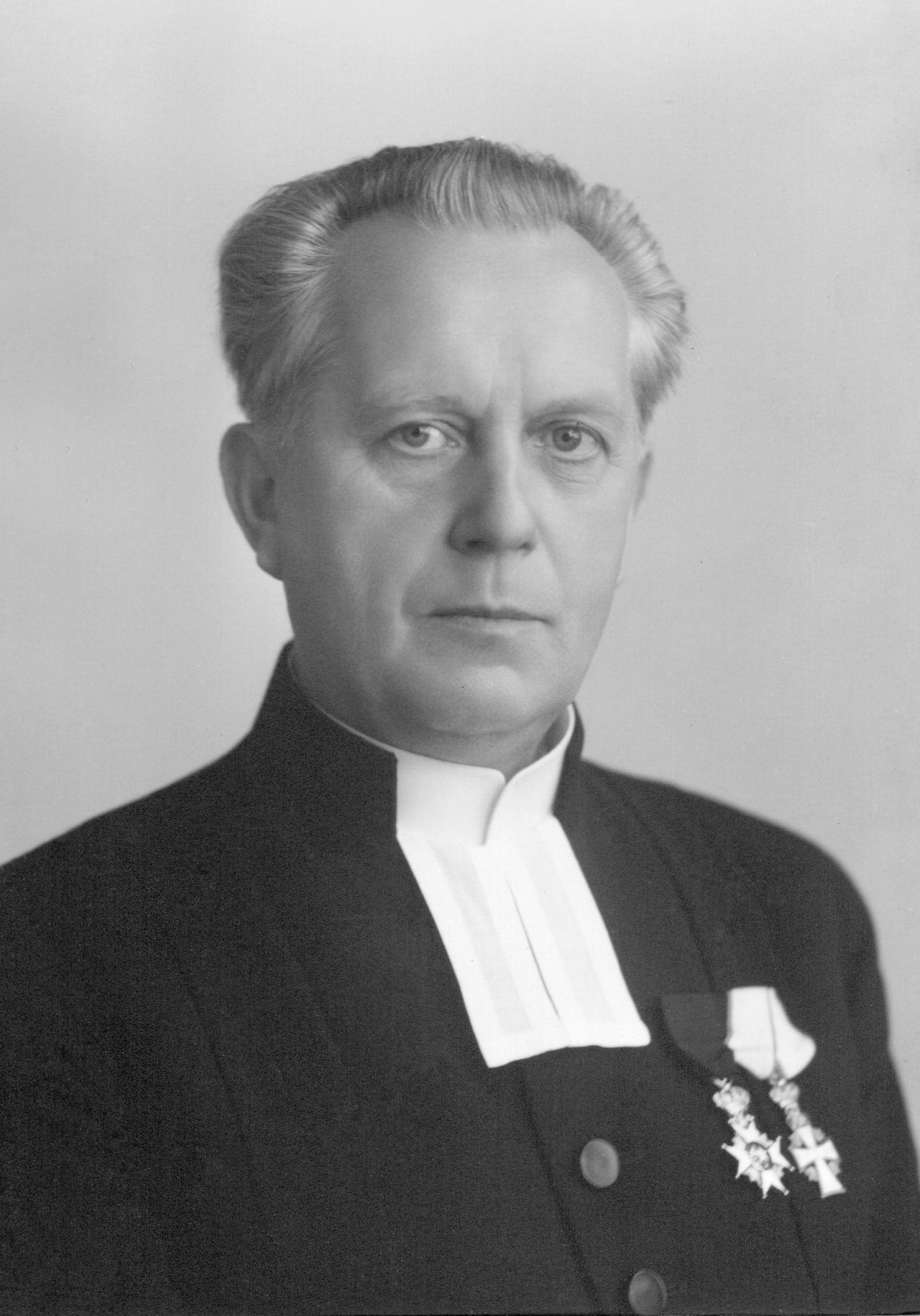
Alex. Westin hovpredikant för Kung Gustav VI Adolf.

Wendel Alexander (Alex) Westin, född 28 augusti 1897 i Malmö, död 12 december 1978, var en svensk präst.  
Efter studentexamen i Lund 1918 blev Westin filosofie kandidat 1921, teologie kandidat 1947, prästvigdes för Lunds stift 1922, blev pastorsadjunkt i Karlshamn 1922, fängelsepredikant där samma år, kyrkoadjunkt i Malmö S:t Johannes församling 1925, var sjömanspräst i Rotterdam sommaren 1933, blev komminister i Landskrona 1927, tillika armékårspastor 1940–45, kyrkoherde i Helsingborgs Maria församling 1949–64, kontraktsprost 1960–64 och e.o. hovpredikant från 1958. Han var även ledamot av kyrkorådet och kyrkofullmäktige.